# Cerro Rico
Il Cerro Rico (montagna ricca) si trova in Bolivia, sopra la città di Potosí; è la più grande miniera d'argento del mondo. Infatti è considerata una delle poche risorse della popolazione, ma sono molte le vittime di tale lavoro. Il Cerro Rico vede anche la presenza di numerosi bambini lavoratori, chiamati niños mineros.